# Svínoy (Svínoy)
Svínoy [ˈsvʊinɪ] és un petit poble de l'illa de Svínoy, a les illes Fèroe. L'1 de gener de 2021 tenia 31 habitants. Administrativament pertany al municipi de Klaksvík. Svínoy significa "Illa dels porcs" en feroès.

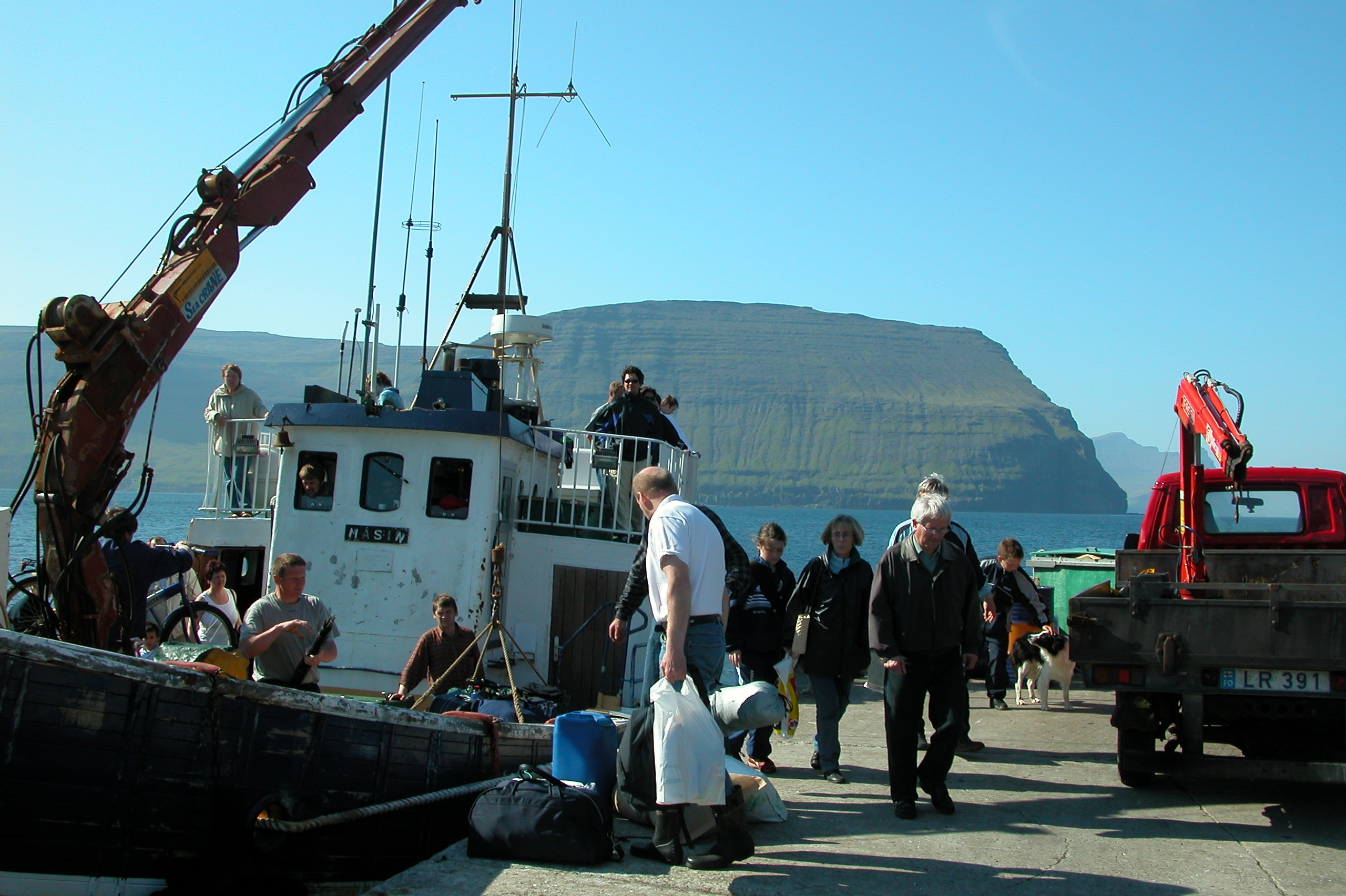
Port de Svínoy.

La localitat està situada a la badia de Svínoy (Svínoyarvík), a la costa oriental de l'illa. És l'únic poble de l'illa del mateix nom. Una petita carretera condueix a través de la vall al costat oest de l'illa, on hi ha un port que visita un o dos cops al dia un transbordador provinent de Hvannasund, a l'illa Viðoy.Un helicòpter també arriba fins a Svínoy tres vegades per setmana.
Fins a l'1 de gener de 2009 era també l'únic nucli de població de l'ara abolit municipi de Svínoy. Debut al seu aïllament, la població de la localitat ha caigut dràsticament en els darrers quaranta anys, passant de les 200 persones a les 27 que hi havia censades el 2019.
L'església actual es va construir el 1878.